# Dolina Środkowej Pilicy
Dolina Środkowej Pilicy (kod PLH100008) – specjalny obszar ochrony siedlisk sieci Natura 2000, zlokalizowany na terenie województwa łódzkiego.
Obszar obejmuje powierzchnię 3787,43 ha
Teren składający się z trzech powiązanych ze sobą enklaw wyznaczony został w celu długotrwałego zabezpieczenia naturalnych siedlisk życia oraz populacji zagrożonych wymarciem gatunków zwierząt (z wyłączeniem ptaków) takich jak: bóbr europejski Castor fiber, koza Cobitis taenia, kumak nizinny Bombina bombina, skójka gruboskorupowa Unio crassus, traszka grzebieniasta Triturus cristatus (Triturus cristatus cristatus), trzepla zielona Ophiogomphus cecilia, 
wydra Lutra lutra.

## Sidliska pod ochroną
- wydmy śródlądowe z murawami napiaskowymi (Corynephorus, Agrostis)
- starorzecza i naturalne eutroficzne zbiorniki wodne ze zbiorowiskami z Nympheion, Potamion
- zalewane muliste brzegi rzek z roślinnością Chenopodion rubri p.p. i Bidention p.p.
- suche wrzosowiska (Calluno-Genistion, Pohlio Callunion, Calluno-Arctostaphylion)
- ciepłolubne, śródlądowe murawy napiaskowe (Koelerion glaucae)
- murawy kserotermiczne (Festuco-Brometea i ciepłolubne murawy z Asplenion septentrionalis Festucion pallentis)
- górskie i niżowe murawy bliźniczkowe (Nardion – płaty bogate florystycznie)
- ziołorośla górskie (Adenostylion alliariae) i ziołorośla nadrzeczne (Convolvuletalia sepium)
- niżowe i górskie świeże łąki użytkowane ekstensywnie (Arrhenatherion elatioris)
- torfowiska przejściowe i trzęsawiska (przeważnie z roślinnością z Scheuchzerio-Caricetea)
- grąd środkowoeuropejski i subkontynentalny (Galio-Carpinetum, Tilio-Carpinetum)
- bory i lasy bagienne (Vaccinio uliginosi Betuletum pubescentis, Vaccinio uliginosi Pinetum, Pino mugo-Sphagnetum, Sphagno girgensohnii-Piceetum) i brzozowo-sosnowe bagienne lasy borealne
- łęgi wierzbowe, topolowe, olszowe i jesionowe (Salicetum albo-fragilis, Populetum albae, Alnenion glutinoso-incanae) i olsy źródliskowe
- łęgowe lasy dębowo-wiązowo-jesionowe (Ficario-Ulmetum)